# Alyson Stoner
Alyson Rae Stoner, ameriška filmska in televizijska igralka, pevka, fotomodel in plesalka, *11. avgust 1993, Toledo, Ohio, Združene države Amerike.
Najbolje je poznana kot Max iz televizijske serije Paglavca v hotelu ob Dylanu Sprousu, Colu Sprousu, Brendi Song in Ashley Tisdale.

## Zgodnje in zasebno življenje
Alyson Rae Stoner se je rodila 11. avgusta 1993 v Toledu, Ohio, Združene države Amerike, kjer je tudi odraščala. Ima dve starejši sestri po imenu Jaimee in Correy. Med šolanjem na šoli Maumee Valley Country Day School je trenirala različne plese, med drugim tudi jazz, balet in step preko studia O'Connell's Dance Studio. Ukvarjala se je tudi z manekenstvom. Bila naj bi zelo dobra prijateljica z igralci, kot so Dylan in Cole Sprouse, Taylor Lautner in Miley Cyrus. V prostem času je njen najljubši šport košarka.

## Kariera

### Ples
Po treningu raznih koreografij v Los Angelesu, se Alyson Stoner pojavi v raznih videospotih, med drugim tudi v videospotu Eminema za pesem »Just Lose It«, Kumbie Kings za »No Tengo Dinero«, Lil' Bow Wowa za »Take ya Home« ter v treh videospotih za Missy Elliott in sicer za pesmi »Work It«, »Gossip Folks« in »I'm Really Hot«. Bila je tudi plesalka v ozadju za Willa Smitha na podelitvi nagrad Nickelodeon Kids Choice Awards leta 2005 in OutKasta na podelitvi nagrad Kid's Choice Awards v letu 2004. Med letoma 2003 in 2006 je plesala skupaj s skupino JammXKids, vendar je skupino zapustila v začetku leta 2006. Bila je tudi ena izmed plesalcev v sicer animiranemu filmu Kraljestvo morskega psa. Trenutno je najmlajša učiteljica hip-hopa v plesnem kompleksu Millennium Dance Complex.

### Igranje
Alyson Stoner je s svojo igralsko kariero začela leta 2002 in sicer v televizijski seriji Mike's Super Short Show poleg Michaela Alana Johnsona. Imela je glavno vlogo, vlogo Sally in v seriji se je pojavljala vse do leta 2006.
V letih 2003 in 2005 se je kot Sarah Baker, ena izmed dvanajstih Bakerjevih otrok pojavljala v filmih Steva Martina, Količinski popust in Velika družina, veliko smeha ob igralcih, kot so Bonnie Hunt, Eugene Levy, Piper Perabo, Tom Welling, Hilary Duff, Kevin Schmidt, Jacob Smith, Liliana Mumy, Morgan York, Forrest Landis, Blake Woodruff, Brent Kinsman, Shane Kinsman, Carmen Electra, Alexander Conti, Jaime King, Taylor Lautner, Jonathan Bennefiel, Jonathan Bennett, Dylan Rosenthal in Melanie Tonello. Posnela je tudi televizijske serije, kot so Drake & Josh, That's So Raven in Paglavca v hotelu. Ima tudi nekaj manjših vlog in sicer v televizijskih serijah Lilo & Stitch: The Series ter I'm with Her in v animiranemu filmu Garfield.
V letu 2006 ima manjšo filmsko vlogo v filmu Odpleši svoje sanje in sicer nastopi kot sestra vloge Channing Tatum. V tistem letu je igrala tudi v televizijskih serijah, kot so Joey in W.I.T.C.H, naslednjega leta, torej leta 2007 pa je dobila vloge v televizijskih serijah, kot so Naked Brothers Band in Phineas and Ferb, ki jo snema še danes.
Leta 2008 je poleg igralkaigralke Demi Lovato igrala v filmu Camp Rock kot Caitlyn Gellar, navdihujoča glasbena producentka. Ta film je tudi pritegnil pozornost v svetu slavnih in v istem letu je sodelovala z raznimi zvezdami, kot sta Miley Cyrus in Will Smith. Še istega leta je igrala glavno vlogo, Alice, v filmu Alice Upside Down ter se pojavila v televizijski seriji Disney Channel Games, igrala pa je tudi v videoigri Kingdom Hearts Re:Chain of Memories kot Kiari. Leta 2009 je sodelovala v nadaljevanju te videoigre, Kingdom Hearts 358/2 Days, spet kot Kiari.
Pred kratkim je končala s snemanjem tretjega dela filma Odpleši svoje sanje, Odpleši svoje sanje 3-D, prvi plesni film, ki bo prikazan v 3D verziji. Film bo v kinematografe prišel leta 2010, tako kot drugi del Campa Rocka, Camp Rock 2: The Final Jam, kjer se bo spet pojavila v vlogi Caitly Gellar.

### Glasba
Leta 2005 je Alyson Stoner posnela svoj prvi singl, »Baby It's You«, ki ga je krila pevka JoJo, istega leta pa je posnela tudi dve pesmi, »Lost and Found« in »Free Spirit« za film Alice Upside Down, kjer je igrala glavno vlogo prav ona. Za film Space Buddies (ki je izšel leta 2009) je posnela pesem »Dancing in the Moonlight«.
Za film Camp Rock je skupaj z ostalimi igralci v njem leta 2008 posnela pesmi »We Rock« in »Our Time Is Here«, istega leta pa je za televizijsko serijo Phineas and Ferb posnela pesmi »S'Winter« in »In The Mall«, leto pozneje pa je za isto serijo posnela še singl »How About Today«. Leta 2009 je za film Zvončica in izgubljeni zaklad posnela pesem »Fly Away Home«. V tem filmu drugače sploh ni imela kakšne vloge.
Kasneje je posnela in izdala dva mini albuma s svojo glasbo, Beat the System in While You Were Sleeping.

## Filmografija

### Filmi
| Leto | Naslov                       | Vloga                 | Opombe                        |
| ---- | ---------------------------- | --------------------- | ----------------------------- |
| 2003 | Količinski popust            | Sarah Baker           |                               |
| 2004 | Garfield                     | Majhna podgana (glas) |                               |
| 2005 | Velika družina, veliko smeha | Sarah Baker           |                               |
| 2006 | Odpleši svoje sanje          | Camille Gage          |                               |
| 2008 | Alice Upside Down            | Alice                 |                               |
| 2008 | Camp Rock                    | Caitlyn Gellar        | Disney Channel Original Movie |
| 2010 | Odpleši svoje sanje 3-D      | Camille Gage          |                               |
| 2010 | Camp Rock 2: The Final Jam   | Caitlyn Gellar        | Disney Channel Original Movie |

### Televizija
| Leto        | Naslov                    | Vloga                          | Opombe                              |
| ----------- | ------------------------- | ------------------------------ | ----------------------------------- |
| 2002 - 2006 | Mike's Super Short Show   | Sally                          | Glavna vloga (25 epizod)            |
| 2004        | Drake & Josh              | Wendy                          |                                     |
| 2004        | I'm with Her              | Dylan Cassidy                  | »The Kid Stays in the Picture«      |
| 2005        | Paglavca v hotelu         | Max                            | Stranska vloga 2005–2007 (6 epizod) |
| 2005        | That's So Raven           | Ally Parker                    | »Goin' Hollywood«                   |
| 2005        | Lilo & Stitch: The Series | Victoria (glas)                | »Snooty: Experiment#277«            |
| 2006        | W.I.T.C.H                 | Lilian                         | Samo glas (4 epizode)               |
| 2006        | Joey                      | Kaley                          | »Joey and the Critic«               |
| 2007        | Naked Brothers Band       | Ona                            |                                     |
| 2007-danes  | Phineas and Ferb          | Isabella (glas) »Jenny« (glas) | Glavna vloga                        |
| 2008        | Disney Channel Games      | Ona                            | Modra ekipa                         |

### Glasba
| Leto | Naslov                     | Opombe                        |
| ---- | -------------------------- | ----------------------------- |
| 2005 | »Baby It's You«            |                               |
| 2008 | »Lost & Found«             | Alice Upside Down             |
| 2008 | »Free Spirit«              | Alice Upside Down             |
| 2008 | »We Rock«                  | Camp Rock                     |
| 2008 | »Our Time Is Here«         | Camp Rock                     |
| 2008 | "S'Winter                  | Phineas and Ferb              |
| 2008 | »In The Mall«              | Phineas and Ferb              |
| 2009 | »Dancin' in the Moonlight« | Space Buddies                 |
| 2009 | »How About Today«          | Phineas and Ferb              |
| 2009 | »Fly Away Home«            | Zvončica in izgubljeni zaklad |

### Videoigre
| Leto | Naslov                              | Vloga       | Opombe |
| ---- | ----------------------------------- | ----------- | ------ |
| 2008 | Kingdom Hearts Re:Chain of Memories | Kairi       |        |
| 2009 | Kingdom Hearts 358/2 Days           | Xion, Kairi |        |

## Nagrade in nominacije
- 2004 Young Artist Award za Količinski popust - nominirana
- 2004 Young Artist Award za Količinski popust - dobila (skupaj z Hilary Duff, Brentom Kinsmanom, Shaneom Kinsmanom, Forrestom Landisom, Stevenom Anthonyjem Lawrencom, Liliano Mumy, Kevinom G. Schmidtom, Jacobom Smithom, Blake Woodruff in Morgan York)
- 2006 Young Artist Award za Velika družina, veliko smeha - nominirana (skupaj z Brentom Kinsmanom, Shanom Kinsmanom, Forrestom Landisom, Liliano Mumy, Piper Perabo, Kevinom G. Schmidtom, Jacobom Smithom Blake Woodruff in Morgan York)
- 2007 Young Artist Award za Paglavca v hotelu - nominirana
- 2007 Young Artist Award za Odpleši svoje sanje - nominirana
- 2008 Young Artist Award za Paglavca v hotelu - nominirana